# Bueu (kommunhuvudort)
Bueu är en kommunhuvudort i Spanien.   Den ligger i provinsen Provincia de Pontevedra och regionen Galicien, i den nordvästra delen av landet, 500 km väster om huvudstaden Madrid. Bueu ligger 11 meter över havet och antalet invånare är 12 331.
Terrängen runt Bueu är kuperad åt sydost, men åt nordväst är den platt. Havet är nära Bueu åt nordväst. Runt Bueu är det mycket tätbefolkat, med 2 431 invånare per kvadratkilometer. Närmaste större samhälle är Vigo, 11,4 km sydost om Bueu. Omgivningarna runt Bueu är en mosaik av jordbruksmark och naturlig växtlighet.